# Édouard Thilges
Jules Georges Édouard Thilges (ur. 17 lutego 1817 w Clervaux, zm. 9 lipca 1904 w Luksemburgu) – luksemburski polityk, siódmy premier Luksemburga, sprawujący urząd od 20 lutego 1885 roku do 22 września 1888 roku.

## Życiorys
Jules Georges Édouard Thilges urodził się 17 lutego 1817 roku w Clervaux. W latach 1833–1838 studiował prawo na uniwersytetach w Brukseli i Liège. Stopień doktora prawa uzyskał w 1841 roku i został adwokatem. Następnie przez 12 lat pracował jako adwokat.
W latach 1854–1856 pełnił funkcję ministra ds. społecznych, a w latach 1859–1860 funkcję ministra ds. wewnętrznych i sprawiedliwości w rządzie Charles'a-Mathiasa Simonsa (1802–1874). Od 1857 do 1859 roku był członkiem Rady Państwa (fr. Conseil d'État).
W latach 1867–1870 ponownie sprawował funkcję ministra ds. społecznych w rządzie Emmanuela Servaisa (1811–1890). W latach 1860–1867 i 1870–1885 był ponownie członkiem Rady Państwa.
W 1885 roku został wybrany na premiera Luksemburga i urząd ten sprawował do 1888 roku. Następnie pełnił funkcję przewodniczącego Rady Państwa (1889–1895). W 1893 roku zaprzestał wykonywania zawodu adwokata.
Thilges zmarł 9 lipca 1904 roku w Luksemburgu.

## Odznaczenia
Lista podana za Biographie nationale du pays de Luxembourg:
- 1891 – Legia Honorowa (komandor)
- 1888 – Order Korony Dębowej[12]
- 1886 – Order Leopolda (Wielki Oficer)
- 1886 – Order Chrystusa (Wielka Wstęga)
- 1880 – Order Karola III (Komandor)